# 潜水巡洋艦

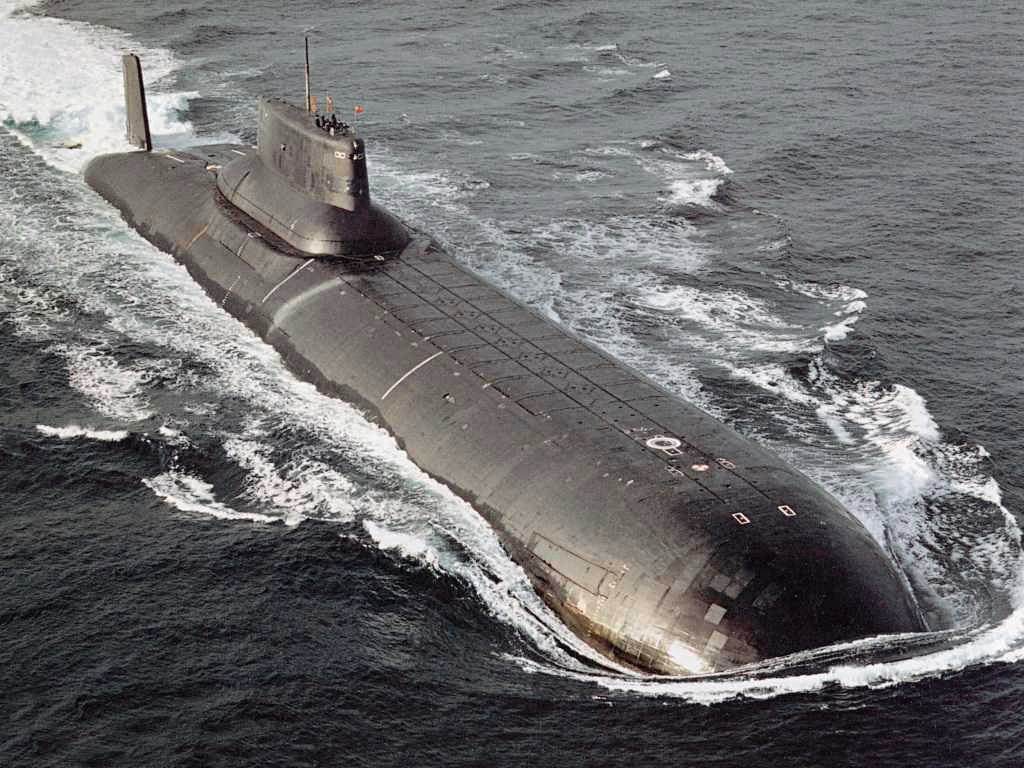
潜水巡洋艦の一例、タイフーン級

潜水巡洋艦（せんすいじゅんようかん）とは、ソ連海軍およびロシア海軍の弾道ミサイル潜水艦および巡航ミサイル潜水艦、一部の攻撃型原子力潜水艦につけられる艦級である。

## 解説
ソ連・ロシア海軍における弾道ミサイル潜水艦および巡航ミサイル潜水艦、一部の攻撃型潜水艦につけられる公式の艦級である。「K」の後に艦番号が続くことで識別できる（Kは巡洋艦を示す）。
なお、潜水巡洋艦の中でも特に、戦略任務重ロケット水中巡洋艦という種類があったが（タイフーン型原子力潜水艦のみがこれに当たる）、1977年7月25日以降は重ミサイル潜水巡洋艦となった。ロシア連邦海軍でも当初は重ミサイル潜水巡洋艦であったが、1992年6月3日付けの分類法改正でこの分類は廃止され、それに代わって新設された戦略任務重原子力潜水巡洋艦へと変更された。

## 潜水巡洋艦一覧
| NATOコードネーム           | 艦級                                            | 事実上の艦種       | 同型艦数     | 現状（ロシア海軍） | 備考                         |
| -------------------------- | ----------------------------------------------- | ------------------ | ------------ | ------------------ | ---------------------------- |
| ゴルフ型潜水艦             | 629型戦略任務ロケット潜水巡洋艦                 | 弾道ミサイル潜水艦 | 23隻         | 退役               | 中国海軍では現役と言われる。 |
| ホテル型原子力潜水艦       | 658型/701型原子力戦略任務ロケット潜水巡洋艦     | 弾道ミサイル潜水艦 | 8隻          | 退役               |                              |
| ノヴェンバー型原子力潜水艦 | 627型原子力潜水巡洋艦キト                       | 攻撃型潜水艦       | 14隻         | 退役               |                              |
| ヴィクター型原子力潜水艦   | 671型原子力潜水巡洋艦                           | 攻撃型潜水艦       | 48隻         | 現役               | 2隻のみ現役。                |
| アルファ型原子力潜水艦     | 705型原子力潜水巡洋艦                           | 攻撃型潜水艦       | 7隻          | 退役               |                              |
| ヤンキー型原子力潜水艦     | 667A型原子力戦略任務ロケット潜水巡洋艦 ナヴァガ | 弾道ミサイル潜水艦 | 34隻         | 退役               | 1隻は沈没。                  |
| デルタ型原子力潜水艦       | 667B型原子力戦略任務ロケット潜水巡洋艦          | 弾道ミサイル潜水艦 | 43隻         | 現役               | 複数が退役。                 |
| タイフーン型原子力潜水艦   | 941「アクーラ」設計戦略任務重ミサイル潜水巡洋艦 | 弾道ミサイル潜水艦 | 6隻          | 退役               |                              |
| ボレイ型原子力潜水艦       | 955 戦略任務ミサイル潜水巡洋艦                  | 弾道ミサイル潜水艦 | 10隻（予定） | 現役               |                              |
| エコー1型原子力潜水艦      | 659型原子力潜水巡洋艦                           | 巡航ミサイル潜水艦 | 5隻          | 退役               |                              |
| エコー2型原子力潜水艦      | 675型原子力潜水巡洋艦                           | 巡航ミサイル潜水艦 | 29隻         | 退役               |                              |
| ジュリエット型潜水艦       | 651型潜水巡洋艦                                 | 巡航ミサイル潜水艦 | 16隻         | 退役               |                              |
| チャーリー1型原子力潜水艦  | 670型潜水巡洋艦                                 | 巡航ミサイル潜水艦 | 11隻         | 退役               | 1隻保管状態。                |
| チャーリー2型原子力潜水艦  | 670M型潜水巡洋艦                                | 巡航ミサイル潜水艦 | 11隻         | 退役               |                              |
| パパ型原子力潜水艦         | 661型潜水巡洋艦「アンチャール」                 | 巡航ミサイル潜水艦 | 1隻          | 退役               |                              |
| オスカー型原子力潜水艦     | 949型原子力潜水巡洋艦                           | 巡航ミサイル潜水艦 | 13隻         | 現役               | 1隻は爆沈している。          |
| ヤーセン型原子力潜水艦     | 885型原子力潜水巡洋艦                           | 巡航ミサイル潜水艦 | 9隻（予定）  | 現役               | 同型艦複数が建造中。         |
| シエラ型原子力潜水艦       | 945型原子力潜水巡洋艦                           | 攻撃型潜水艦       | 4隻          | 現役               | 1番艦は退役。                |
| マイク型原子力潜水艦       | 685型潜水巡洋艦「コムソモレツ」                 | 攻撃型潜水艦       | 1隻          | 退役               | 火災事故により沈没           |
| アクラ型原子力潜水艦       | 971型一等原子力潜水巡洋艦                       | 攻撃型潜水艦       | 15隻         | 現役               |                              |